# Vinh Kỳ
Vinh Kỳ (tiếng Trung: 榮旂; bính âm: Rong Jing), hay Vinh Kỳ (tiếng Trung: 榮祈; bính âm: Rong Qi), tự Tử Kỳ (子祈), hay Tử Kỳ (子祺), Tử Nhan (子顏), tôn xưng Vinh Tử (榮子), người nước Lỗ hoặc nước Vệ thời Xuân thu, là một trong thất thập nhị hiền của Nho giáo.

## Cuộc đời
Cuộc đời của Vinh Kỳ không được ghi chép lại. Năm 72, thời Hán Minh Đế, Câu Tỉnh Cương được phối thờ trong Khổng miếu.